# Rubén Domínguez Rodríguez
Rubén Alberto Domínguez Rodríguez (Orense, Galicia, España, 23 de mayo de 1987), más conocido como Rubén Domínguez, es un entrenador de fútbol español.

## Trayectoria
Comenzó su trayectoria en los banquillos en la temporada 2014-15 dirigiendo al Ourense CF en la Primera Autonómica de Galicia, al que logró ascender a la Preferente Galicia al término de la temporada.
En la temporada 2015-16, dirige al Ourense CF en la Preferente Galicia. Al término de la temporada, Rubén abandonaría el club orensano para trabajar en las categorías inferiores del Deportivo de La Coruña.
El 28 de julio de 2020, regresa al Ourense CF para dirigirlo en la Tercera División de España.
El 22 de mayo de 2022, logra el ascenso a la Segunda Federación, tras vencer por cuatro goles a cero a la AD Llerenense, en una de las finales por el play-off de ascenso.
En la temporada 2022-23, dirige al Ourense CF en su debut en la Segunda Federación.También dirigió la temporada 23-24 con el Ourense CF, llevándolos a quedar primero en el grupo I de la Segunda Federación y ascendiéndolo a Primera Federación. Rubén Domínguez lleva entrenando al Ourense CF 7 años consecutivos, pasando por 5 categorías gracias a él y al equipo, llegando a la tercera categoría del fútbol español.
El 22 de octubre de 2024, dimite como entrenador del Ourense CF de la Primera Federación.

## Trayectoria como entrenador
| Club       | País   | Año       |
| ---------- | ------ | --------- |
| Ourense CF | España | 2014-2016 |
| Ourense CF | España | 2020-2024 |